# Colypurus agassizi
Colypurus agassizi là một loài chân đều trong họ Colypuridae. Loài này được Richardson miêu tả khoa học năm 1905.